# (9531) Jean-Luc
(9531) Jean-Luc (1981 QK) – planetoida z pasa głównego asteroid okrążająca Słońce w ciągu 3,34 lat w średniej odległości 2,23 j.a. Odkryta 30 sierpnia 1981 roku.